# 脩縣
脩县，中国古县名。
西汉时置，治所在今河北省景县南。属信都郡。王莽时改名脩治县。东汉时复为脩县，属勃海郡。西晋时移治今景县东。隋朝开皇五年（585年），改蓨县。